# جيك مورلي
جيك مورلي (بالإنجليزية: Jake Morley)‏ هو مغن مؤلف بريطاني، ولد في 1 أغسطس 1983.

## وصلات خارجية
- الموقع الرسمي
- جيك مورلي على موقع IMDb (الإنجليزية)
- جيك مورلي على موقع ميوزك برينز (الإنجليزية)